# Sapromyza occipitalis
Sapromyza occipitalis är en tvåvingeart som beskrevs av Malloch 1926. Sapromyza occipitalis ingår i släktet Sapromyza och familjen lövflugor. Inga underarter finns listade i Catalogue of Life.